# Pelangia mbutaensis
Pelangia mbutaensis ist ein Süßwasserfisch aus der Familie der Regenbogenfische (Melanotaeniidae). Er kommt in den Gewässern eines Sumpfgebietes (Lake Mbuta Basin) in der Nähe von Etna Bay im Südosten von Papua Barat im indonesischen Teil Neuguineas vor.

## Merkmale
Die bisher vermessenen Männchen von Pelangia mbutaensis hatten eine Standardlänge von 51,5 bis 55,5 mm, Weibchen waren mit Standardlängen von 45,6 bis 49,4 mm etwas kleiner. Körperhöhe und Kopflänge liegen etwa bei 30 % der Standardlänge. Der Körper ist seitlich abgeflacht. Der Unterkiefer steht leicht vor. Die Schuppen sind relativ klein und in regelmäßigen Reihen angeordnet.
- Flossenformel: Dorsale I V–VII, Dorsale II 9–12, Anale 14–18, Pectorale 13–15.

Die Fische sind auf dem Rücken und den Körperseiten gelblichbraun gefärbt. Zum Bauch hin werden sie zunehmend silbrig. Ein grauer, in der vorderen Körperhälfte deutlicher ausgeprägter Streifen verläuft entlang den Körperseiten. Darunter liegt ein silbriger Streifen. Die Flossen sind rauchfarben. Auf der unteren Hälfte des Kiemendeckels befindet sich ein silbriger Fleck. Die Iris ist silbrig.
Der Geschlechtsdimorphismus ist bei Pelangia mbutaensis wesentlich weniger ausgeprägt als bei anderen Regenbogenfischen. Männchen werden ein wenig größer, haben einen höheren Körper und die ersten Strahlen ihrer ersten Rückenflosse sind ein wenig länger. Angelegt reichen sie knapp über die ersten Strahlen der zweiten Rückenflosse, während sie bei den Weibchen nicht bis da reichen oder sie nur knapp berühren.

## Lebensraum
Die Terra typica der Art ist ein kleiner, etwa 2 bis 3 Meter breiter und einen halben Meter tiefer Bach mit schlammigem, teilweise auch steinigem Grund und einer spärlichen Vegetation. Rund herum liegen Sümpfe, die teilweise mit 3 bis 4 Meter hohen Gräsern bewachsen sind, kleine Teiche und Weiher und niedrige Hügel. Andere Bewohner des Baches sind der Goldie-Regenbogenfisch (Melanotaenia goldiei), ein Hartköpfchen (Craterocephalus sp.), Grundelartige (Glossogobius sp., Mogurnda sp. und Oxyeleotris fimbriata), ein Korallenwels (Neosilurus sp.) und ein parasitisch lebender Krebs (Cherax sp.). Pelangia mbutaensis ist relativ häufig, wird aber vom Goldie-Regenbogenfisch übertroffen, dessen Population dreimal so groß ist. Als der Autor der Erstbeschreibung den Bach untersuchte, hatte das Wasser eine Temperatur von 25,8 °C und einen pH-Wert von 6,4.

## Belege
1. 1 2 3 4 5  Allen, G. R. (1998) A new genus and species of rainbowfish (Melanotaeniidae) from fresh waters of Irian Jaya, Indonesia. Revue française d'Aquariologie Herpetologie, 1–2: 11–16. PDF